# Cénac
Cénac – miejscowość i gmina we Francji, w regionie Nowa Akwitania, w departamencie Żyronda.
Według danych na rok 1990 gminę zamieszkiwało 1700 osób, a gęstość zaludnienia wynosiła 227 osób/km² (wśród 2290 gmin Akwitanii Cénac plasuje się na 247. miejscu pod względem liczby ludności, natomiast pod względem powierzchni na miejscu 1243.).